# Noordoever Sloterplas (buurt)

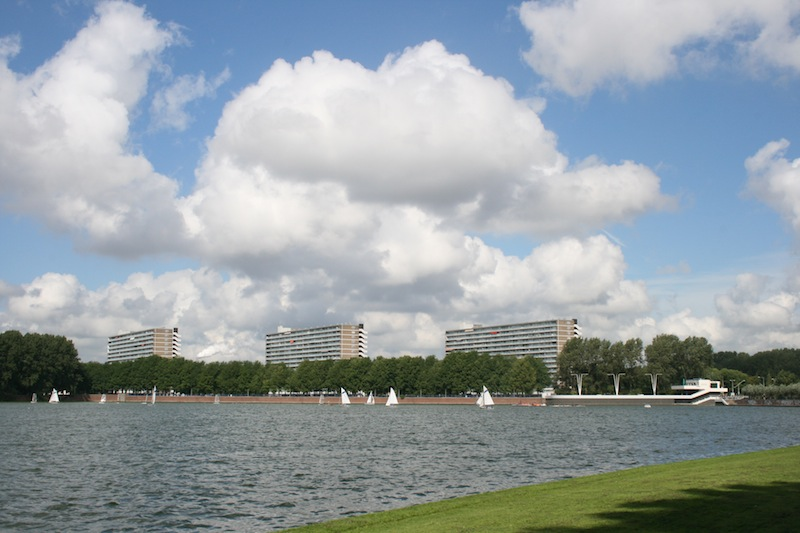
Noordzijde met flats en rechts het Schip van Slebos gezien vanaf de Sloterplas; augustus 2012.

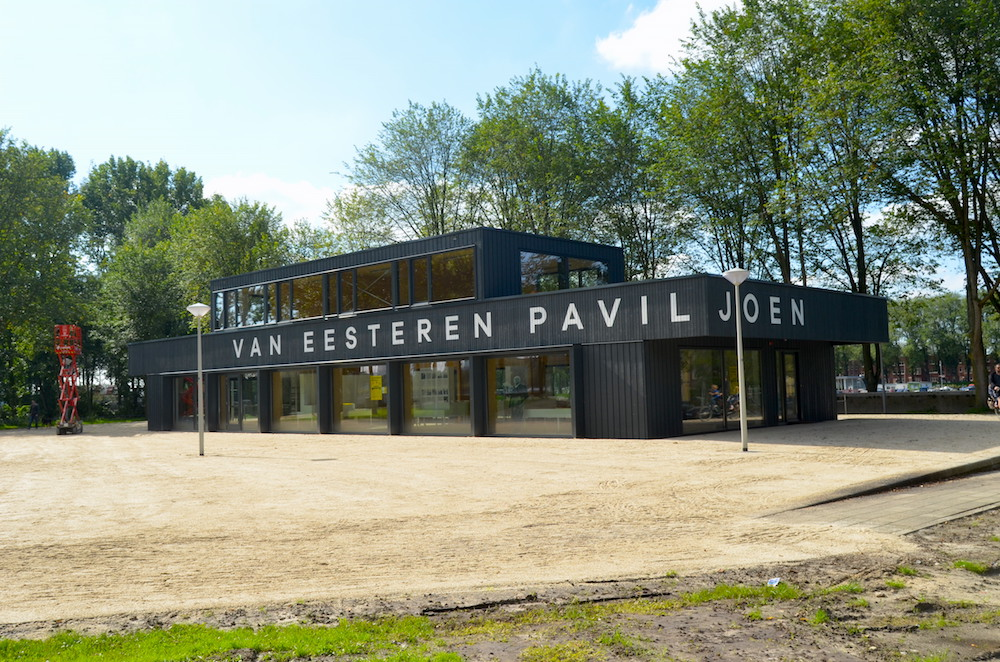
Van Eesteren Paviljoen; 2017.

Noordoever Sloterplas is een buurt in Amsterdam Nieuw-West, binnen de wijk Slotermeer Zuidwest. Sinds 2017 is de noordelijke oever van de Sloterplas beschermd stadsgezicht.

## Ligging
De buurt is vernoemd naar de ligging ten opzichte van de Sloterplas. De buurt heeft aan de oostzijde een duidelijke begrenzing in de Ringspoorbaan. De zuidelijke grens is grilliger met een stukje Jan Evertsenstraat, dan van brug 606 naar de brug 607 en vervolgens langs de noordelijke oever van de plas tot aan de jachthaven aan de Noordzijde. De begrenzing loopt verder door ten zuiden van de jachthaven en de Sloterparkbadlaan tot aan de Slotermeerlaan, die de westelijke grens vormt. De noordelijke grens wordt vanaf de Slotermeerlaan in oostelijke richting gevormd door de Burgemeester Röellstraat, tot aan de Ringspoorbaan.

## Bebouwing
De woonbuurt werd tussen halverwege de 
jaren vijftig en halverwege de 
jaren zestig gebouwd als onderdeel van de Westelijke Tuinsteden. Langs de Ringspoordijk ligt sinds 1960 het Tennispark Sloterplas. Tussen de Burgemeester Cramergracht en de Burgemeester van de Pollstraat staat een van de eerste moderne galerijflats van Amsterdam, gebouwd in 1956 naar een ontwerp van Piet Zanstra. Aan weerszijden van deze flat zijn twee monumentale bruggen in de Burgemeester Röellstraat van Piet Kramer uit 1953 over de Burgemeester Cramergracht en de Burgemeester Van de Pollstraat; brug 604 staat sinds 2011 op de gemeentelijke monumentenlijst.
Ten westen van de Burgemeester van de Pollstraat bevindt zich het Mundus College aan de Burgemeester Hogguerstraat. Hiertegenover aan dezelfde straat staat drie hoogbouwflats naar een ontwerp van Piet Zanstra uit de jaren 1962-1964.
In 2017 verrees halverwege de Noordzijde, op het bastion tegenover de Burgemeester Rendorpstraat, het Van Eesteren Paviljoen dat onderdak biedt aan het Van Eesteren Museum.
Ten westen van de Burgemeester Rendorpstraat staan drie haakvormige portiekflats naar ontwerp van Cornelis Keesman, aan straten genoemd naar redders ter zee (o.a. Jan Cupidohof).
Ten zuiden van deze woonbuurt ligt de jachthaven aan de Noordzijde. De entree vanaf de Sloterplas wordt gevormd door hoge bakstenen bastions.
Ten westen van de brug 617, over de gracht langs de Frans Bastiaansestraat, was het terrein van de Onze-Lieve-Vrouw-van-Lourdeskerk uit 1955, met daarom heen een aantal scholen.
Na afbraak van de scholen in de jaren tachtig werd aan weerszijden van de Noordzijde tussen 1995 en 1999 de nieuwbouwwijk Noorderhof gebouwd naar ontwerp van Rob Krier. Sindsdien is het laatste deel van de Noordzijde geen doorgaande straat meer maar alleen bestemd voor bestemmingsverkeer.
Op de vroegere parkeerterreinen van het Sloterparkbad ten zuiden van de Noordzijde werd in de jaren tachtig nieuwbouw gerealiseerd, waar de straat Noordzijde met een bocht langs ging lopen. Doorgaand autoverkeer was hier niet meer mogelijk. Ook verscheen er een woonwagenkamp, dat later verhuisde naar het Eendrachtspark.
Ten zuiden van het Noorderhof lag nog vijftien jaar een braakliggend terrein, dat in 2015-2018 bebouwd werd met de tweede fase van deze buurt (Noorderhof Zuid). Alle straatnamen zijn hier vernoemd naar Nederlandse architecten uit de 20e eeuw.

## Openbaar vervoer
Op de noordoostelijke hoek van de buurt ligt sinds 1997 het metrostation Jan van Galenstraat van de lijnen 50 en 51. Daaronder heeft tramlijn 13 zijn halte. Deze tramlijn loopt sinds 1989 over de Burgemeester Röellstraat langs de buurt richting Slotermeerlaan.
Aan het westelijke einde van Noordzijde werd in 1954 het eindpunt met keerlus van tramlijn 13 in gebruik genomen. Deze lijn bleef hier tot 1974. Van 1989 tot 2018 had tramlijn 14 hier zijn eindpunt. Sinds 2004 heeft tramlijn 7 hier zijn eindpunt.